# Слободан Љубичић
Слободан Љубичић (Крушевац, 9. октобар 1955) српски је позоришни, телевизијски и филмски глумац.

## Биографија
Љубичић је рођен 9. октобра 1955. године у Крушевцу, где је и живео са бабом и дедом, јер је његова мајка Љиљана Љубичић била глумица у ужичком позоришту од 1954. до 1961. године. Љубичић је био аутомеханичар није волео глуму али је стицајем околности у Вршачком позоришту био потребан велики број статиста за представу Зона Замфирова и прихватио је понуду редитеља и управника Милована Новчића. Рад у позоришту наставио је играјући различите аматерске представе да би професионалну глумачку каријеру почео је у Позоришту Тимочке Крајине у Зајечару 1971. године. Стални је члан Народног позоришта у Ужицу од 1987. године где је стекао статус Првака драме. За свој рад добио је бројне награде и признања. Његов син Бранислав Љубичић и ћерка Даница Љубичић су позоришни глумци Остварио је неколико споредних улога у филмовима и телевизијским серијама од којих су најзапаженије Краљевски воз, Срећни људи и Ургентни центар.

## Филмографија
| Год.       | Назив                                 | Улога               |
| ---------- | ------------------------------------- | ------------------- |
| 1970.-те   |                                       |                     |
| 1979.      | Освајање слободе                      | Раде                |
| 1980.-те   |                                       |                     |
| 1981.      | Краљевски воз                         | Чита                |
| 1983.      | Тимочка буна                          |                     |
| 1990.-те   |                                       |                     |
| 1991.      | Ноћ у кући моје мајке                 | Милиционер          |
| 1993.      | Срећни људи                           | Вулетов колега      |
| 1995.      | Исидора (ТВ филм)                     |                     |
| 1998.      | Недовршена симфонија (ТВ филм)        | Густав              |
| 2002.-те   |                                       |                     |
| 2004.      | Пљачка Трећег рајха                   | Возач               |
| 2005.      | М(ј)ешовити брак                      | Тренер              |
| 2007.      | Љубав, навика, паника                 | Обрен               |
| 2010.-те   |                                       |                     |
| 2010.      | Бели анђео                            | Никола Средић       |
| 2012.      | Не газите туђе снове                  | Професор географије |
| 2013.      | Равна Гора (ТВ серија)                | Жандар              |
| 2015.      | За краља и отаџбину                   | Жандар              |
| 2014−2018. | Ургентни центар                       | Јова                |
| 2020.-те   |                                       |                     |
| 2020.      | Отац (филм)                           |                     |
| 2021.      | Александар од Југославије (ТВ серија) | сељак на Опленцу    |
| 2021.      | Љубав испод златног бора              | Момчило             |
| 2022.      | Убице мог оца                         | Разредни            |